# Passberg
Passberg är en liten ö i Kungsbackafjorden i Halland, som ligger några hundra meter utanför fastlandet. Ön mäter drygt 100 gånger 50 meter och är obebodd. Passberg har uppmärksammats för att vid ett flertal tillfällen felaktigt ha påståtts vara dansk. Det har påståtts att ön glömdes bort vid fredsförhandlingar under 1600-talet, bland annat vid freden i Brömsebro i Blekinge 1645 då Halland pantsattes på 30 år. Enligt berättelsen ska ön ha missats i denna procedur, och vid senare tillfällen, exempelvis vid freden i Roskilde 1658, eftersom man använde samma kartor. Detta är dock ett felaktigt påstående. Ön Passberg ligger på svenskt sjöterritorium, dessutom på svenskt inre vatten och har varit permanent svensk sedan freden i Roskilde 1658. Sammanfattat står det i det fredsavtalet att Halland ska överlämnas till Sverige, med alla i den provinsen liggande städer, slott, fästningar, öar och skär.
Påhittet att Passberg skulle vara dansk kan ha sin upprinnelse i skrönor om den danska ön Anholt i Kattegatt.